# Isolepis setacea
Isolepis setacea (куга щетиняста як Scirpus setaceus, куга щетиноподібна як Schoenoplectus setaceus) — вид рослин родини осокові (Cyperaceae). Етимологія: лат. setacea — «щетинистий».

## Опис
Однорічник 3–15 см. Рослини маленькі. Стебла волосоподібні, при основі з коричневими піхвами; верхні — закінчуються коротенькою щетиноподібною пластинкою. Колосків 2–3, рідко більше, 2–3 мм завдовжки. Тичинок 2. Горішок 3-гранний, поздовжньо-ребристий і тонко поперечно-зморшкуватий, близько 0.8 мм завдовжки.

## Поширення

### Загалом
Європа (у тому числі Україна), Північна Америка (введений вид, східне узбережжя США й Британської Колумбії), Азія, Африка, Австралія, Нова Зеландія.

### В Україні
Зростає біля води і на вологому піщаному ґрунті — на заході Полісся, в Правобережному Лісостепу (смт Саврань Одеської обл.), Донецькому Лісостепу (заказник «Грабова балка» недалеко від м. Торез Донецької обл.), в Криму (села Соколине і Щасливе Бахчисарайського р-ну, витік р. Салгір, оз. Караголь над Ялтою), дуже рідко.